# Marisomanahalli, Magadi
Marisomanahalli là một làng thuộc tehsil Magadi, huyện Ramanagara, bang Karnataka, Ấn Độ.